# Железнодорожный музей в Виланова
Железнодорожный музей Vilanova располагает коллекцией исторического подвижного состава: 28 паровозов, тепловозы, электровозы, электропоезда, пассажирские вагоны. Также в музее можно увидеть путевую технику, железнодорожные пути и стрелки, водонапорные башни.
Музей расположен в муниципалитете Виланова-и-ла-Жельтру в провинции Барселона (Испания). Создан музей на основе старого паровозного депо веерного типа с поворотным кругом.
В коллекции музея два старейших в Испании паровоза выпущенные в 1854 и 1857 гг, паровоз системы Гарратт. В экспозиции — много фотографий, антикварные железнодорожные часы, другие артефакты.
Каждое первое воскресенье месяца здесь растапливают паровоз, посетители музея могут осмотреть его и пообщаться с паровозной прислугой.